# Tonino Accolla
Antonio „Tonino“ Accolla (* 6. April 1949 in Syrakus; † 14. Juli 2013 in Rom) war ein italienischer Schauspieler und Synchronsprecher.

## Leben und Wirken
Antonio Accolla wirkte im Laufe seiner Karriere als Schauspieler in mehr als 40 italienischen Film-und-Fernsehproduktionen mit, zumeist allerdings in einer Nebenrolle. Bei einigen Produktionen war er auch als Tontechniker tätig.
Große Bekanntheit erlangte Accolla in Italien vor allem als Synchronsprecher. Er war insgesamt 22 Jahre lang – von 1991 bis 2013 – die italienische Synchronstimme von Homer Simpson und des Mafia-Bosses Fat Tony in der Zeichentrickserie Die Simpsons sowie in Die Simpsons – Der Film. Accolla war zudem über mehrere Jahrzehnte hinweg der italienische Sprecher der Schauspieler Tom Hanks, Eddie Murphy, Bill Paxton, Ben Stiller, Ralph Fiennes, Mel Gibson, Gary Oldman, Mickey Rourke, Jim Carrey und Kenneth Branagh.
Accolla war ab November 2011 in zweiter Ehe verheiratet, hatte aus seiner ersten Ehe einen Sohn und lebte zuletzt in Rom. Accolla starb am 14. Juli 2013 nach längerer, schwerer Krankheit im Alter von 64 Jahren.